# Kašice
Kašice (en serbe cyrillique : Кашице) est un village de Serbie situé dans la municipalité de Prijepolje, district de Zlatibor. Au recensement de 2011, il comptait 71 habitants.

## Démographie
| 1948 | 1953 | 1961 | 1971 | 1981 | 1991 | 2002 | 2011 |
| ---- | ---- | ---- | ---- | ---- | ---- | ---- | ---- |
| 183  | 210  | 225  | 221  | 168  | 113  | 88   | 71   |

|  |